# Interleukine 27
L'IL-27, ou Interleukine 27, est une cytokine appartenant à la famille IL-6/IL-12. Elle a notamment des actions pro-inflammatoires et anti-inflammatoires durant la réponse immune adaptative.

## Fonctions
Connue pour ses effets anti et pro-inflammatoires,, cette cytokine induit notamment la différenciation des Lymphocytes Th1. Cette différenciation est médiée par une activation intracytosolique du facteur de transcription T-bet, à travers l'activation des facteurs STAT-1 dans certains cas. La fixation de l'IL-27 à son récepteur spécifique IL-27R mène au recrutement intracellulaire ainsi qu'à l'activation des Janus kinase permettant l'utilisation de la voie STAT-1 mais essentiellement STAT-3. L'IL-27 est également connu pour ses rôles de régulation négative de la différenciation des cellules Th17 pro-inflammatoires, mais aussi en induisant la sécrétion d'IL-10. Il est également montré que l'IL-27 avait un rôle dans le contrôle de la parasitémie en modulant la réponse des cellules Th2. Il semblerait également que l'IL-27 soit également associée à l'hépatite médiée par les cellules T dans certains cas de pathologies aigües du foie.

## Structure spatiale
L'IL-27 est connue pour être un hétérodimère composé d'une sous-unité IL-27p28 et d'une partie plus soluble, l'EBI3 (Epstein–Barr virus (EBV)-induced gene 3). 